# Salzinnes
Salzinnes is een stadsdeel van de Waalse hoofdstad Namen.

## Ligging
Salzinnes vormt het deel van de stad dat ten zuidwesten van het stadscentrum aan de overzijde van de Samber ingeklemd ligt tussen de Citadel, de uitvalsweg naar Charleroi en de Samber. Een brug, de Pont de la Libération, verbindt het stadsdeel met het oude Namen, vlak bij het park Louise-Marie. Het inwonertal bedraagt 6397 per 1 november 1998.

## Activiteit
Toeristisch heeft Salzinnes weinig te bieden, afgezien van enkele art-nouveau-woningen gebouwd door de architecten Jules Lalière en Adolphe Ledoux. Infrastructureel is Salzinnes voor Namen echter van groot belang. Aan de Place André Rijckmans bevindt zich namelijk de Salle Leopold II van de gemeente Namen, waar alle huwelijken worden voltrokken. Naast het gemeentehuis is een gemeentelijk zwembad en aan de andere zijde van het pleintje ligt het Palais des Expositions, na de verbouwing van 2005 met 12.000 m² de plaats van congressen, exposities en grote beurzen als Bois & Habitat, Nature & Progrès en de Erotiekbeurs. Salzinnes kent verder een groot sportcentrum en de enige Naamse bioscoop voor cinefielen, Le Forum, die vaak artistieke en non-commerciële films vertoont in originele versie, en die cinematografische manifestaties organiseert. In Salzinnes staan verder het grote ziekenhuis Sainte-Elisabeth, het hoofdkwartier van de partij Ecolo, de muziekschool IMEP en verschillende andere onderwijsinstellingen.

## Spoorwegen
Aan de oever van de Samber ligt de Centrale Werkplaats van de NMBS (21 ha, waarvan 7 ha bebouwd), die via industrielijn 283 is verbonden met het vormingsstation Ronet, langs de oever van de Samber. In de machinewerkplaats werken 840 mensen (feb. 2006) en worden de "zware" ingrepen op locomotieven uitgevoerd (het onderhoud van wagons en rijtuigen vindt plaats in Mechelen). In 1925 werd er een grote hal gebouwd voor ketelwerk voor stoomlocomotieven (het laatste onderhoud vond in 1965 plaats), vanaf 1955 werden ook diesellocs onderhouden en vanaf 1972 eveneens elektrische locomotieven. In 1970 werd een nieuwe, grote hal gebouwd van 250 meter lengte, met een rolbrug van 110 ton voor het transport van locomotiefbakken. Jaarlijks worden in de Centrale Werkplaats gemiddeld 130 locomotieven onder handen genomen.

## Religie
Het midden van de 19e eeuw was geen gemakkelijke tijd voor Salzinnes met de revolutie van 1848, een choleraepidemie in 1849 en een overstroming in 1850. Om de moraal van de bevolking te versterken besloot de bisschop van Namen, monseigneur Dehesselle, in 1852 een nieuwe kerk te bouwen, die op 18 november 1853 werd ingewijd. De kerk van Sainte Julienne de Cornillon vormde de kern van een nieuwe parochie. In de nabijheid ervan werden kloostergebouwen neergezet voor de paters Recollectinen. De bisschop bood de kerk aan de Franciscanen aan, die in 1796 hun klooster bij l’Ilon aan de Maasoever van Namen hadden verlaten, en die vanuit Sint-Truiden (waar zij vanaf 1833 gevestigd waren) zich opnieuw in 1854 in Namen kwamen vestigen. Het klooster groeide snel met vele nieuwe roepingen, zodat in 1869 het franciscaner klooster werd uitgeroepen tot noviciaat van de orde voor heel België. De religieuze centra bleken Salzinnes meer aantrekkingskracht te geven: successievelijk werden de grondpercelen opgekocht door burgerfamilies. In 1896 werd het franciscaner noviciaat verplaatst naar Lokeren, maar in 1926 werd er een nieuw gebouw neergezet en herkreeg het klooster zijn noviciaat. Het is in dit gebouw met kapel dat vanaf 1970 het IMEP resideert, het Institut Supérieur de Musique et de Pédagogie. Aan de meest westelijke kant van Salzinnes ligt de nog altijd geïsoleerde franciscaner abdij van Val Saint-Georges.